# Wax (abbigliamento)
I tessuti a stampa Wax africani, conosciuti anche come Ankara e Wax olandese, sono tessuti in cotone colorati, di produzione industriale, prodotti con una tecnica di tintura a riserva a cera ispirata al batik, di utilizzo molto comune nell'abbigliamento africano, in particolare nell'Africa occidentale. Una caratteristica di questi materiali è la mancanza di differenza nell'intensità del colore dei lati anteriore e posteriore. 

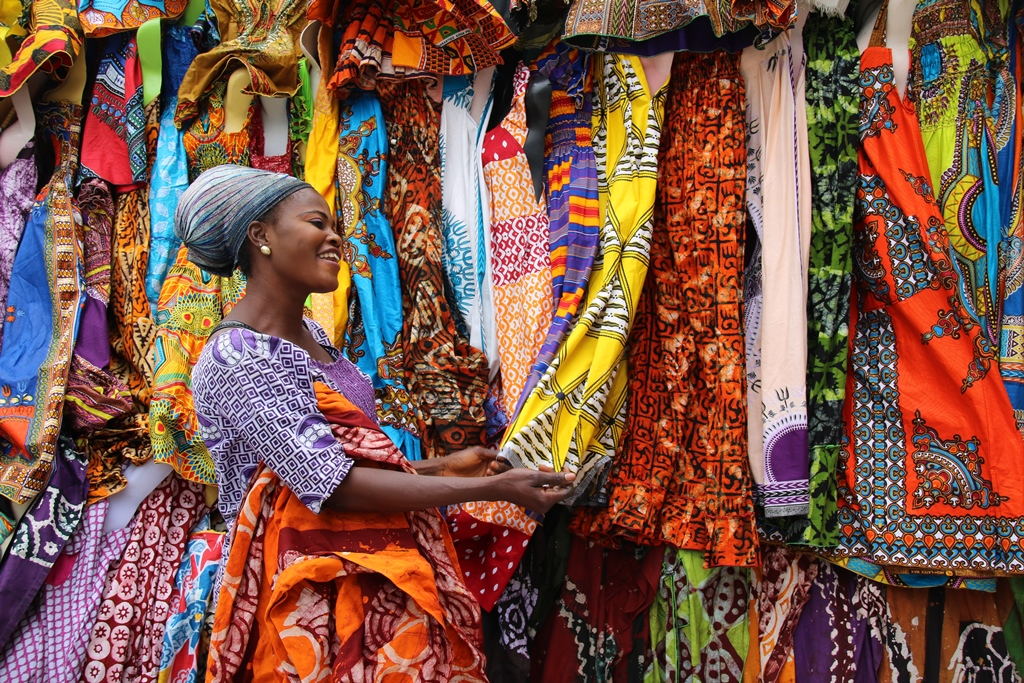
Tessuti in vendita in Togo

## Caratteristiche e mercato
Generalmente questi tessuti sono venduti come pezzi interi di 12 iarde (10,97 metri) o come metà pezzo di 6 iarde (5,49 metri). Si utilizzano principalmente per la confezione di abiti per le cerimonie, sulla base di colori conformi alle preferenze locali dei clienti.
Il processo di stampa a cera è originariamente influenzato dal batik, un metodo indonesiano (giavanese in particolare) per la tintura di stoffa:  nel batik, la cera viene sciolta e poi modellata sul tessuto bianco. Quindi, il tessuto è imbevuto di colorante, a cui la cera impedisce di coprire il disegno. Se sono richiesti colori aggiuntivi, il processo di ceratura e ammollo viene ripetuto con nuovi disegni.
Le stampe Wax costituiscono anche una forma di comunicazione non verbale tra le donne africane, con la quale portano il loro messaggio nel mondo. Alcune stampe possono essere intitolate a personalità, città, edifici, modi di dire o occasioni. Il produttore, il nome del prodotto e il numero di registrazione del disegno sono stampati sulla cimosa, proteggendo il design e consentendo di avere informazioni sulla qualità del tessuto. I Wax costituiscono beni patrimoniali per le donne africane e vengono pertanto collezionati in base alle possibilità finanziarie di ciascuna.
Nell'Africa subsahariana questi tessuti hanno un volume di vendite annuo di 2,1 miliardi di iarde (1,92 miliardi di metri), con un costo medio di produzione di 2,6 miliardi di dollari e un valore al dettaglio di 4 miliardi di dollari.
Il Ghana ha un consumo annuo di tessuti di circa 130 milioni di iarde (118,87 milioni di metri). I tre maggiori produttori locali ATL, GTP e Printex producono 30 milioni di iarde (27,43 milioni di metri), mentre gli altri 100 milioni di iarde (91,44 milioni di metri) provengono invece da importazioni asiatiche a basso costo e contrabbandate.
Il Gruppo Vlisco, con i suoi marchi Vlisco, Uniwax, Woodin e GTP, ha prodotto 58,8 milioni di iarde (53,77 milioni di metri) di tessuto nel 2011. Le vendite nette sono state 225 milioni di euro. Nel 2014 tutti i suoi 64 milioni di metri di tessuto sono prodotti nei Paesi Bassi. Nel 2014 Vlisco ha realizzato un fatturato di 300 milioni di euro.

## Storia

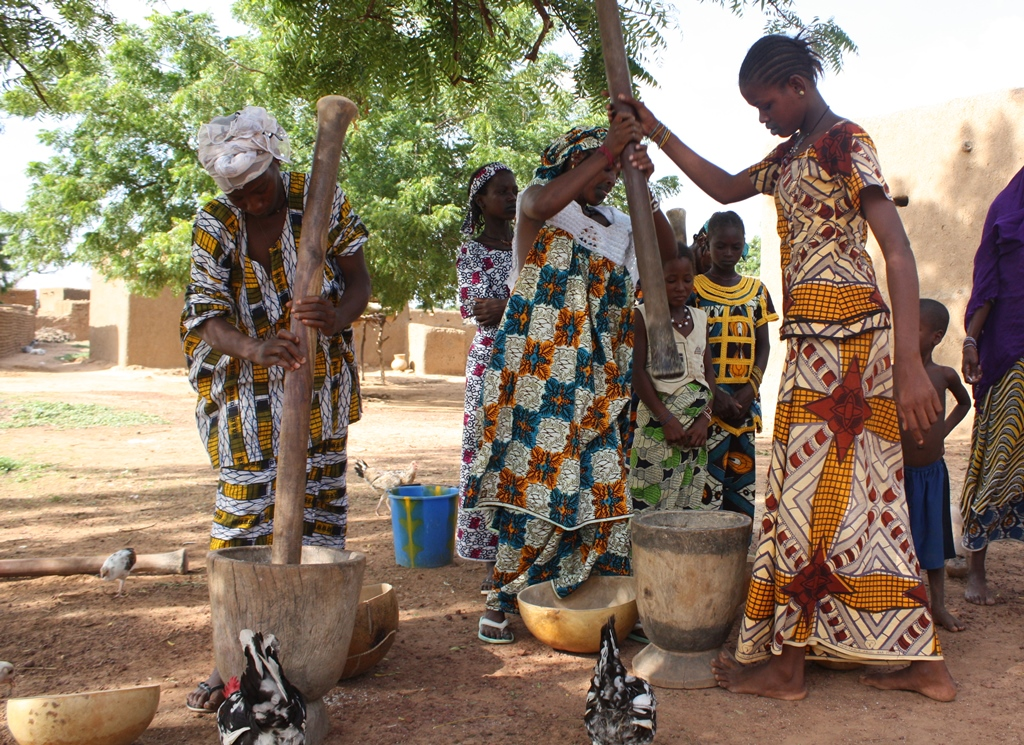
Stampe wax africane, Africa occidentale

Durante la colonizzazione olandese dell'Indonesia, i commercianti e gli amministratori olandesi si familiarizzarono con la tecnica del batik. Grazie a questo contatto, i proprietari delle fabbriche tessili dei Paesi Bassi, come Jean Baptiste Theodore Prévinaire e Pieter Fentener van Vlissingen, ricevettero campioni di tessuti batik negli anni cinquanta del XIX secolo, se non prima, e iniziarono a sviluppare processi di stampa a macchina che potessero imitarlo. Speravano che queste imitazioni molto più economiche prodotte a macchina potessero vincere la competizione coi batik originali nel mercato indonesiano, replicando l'aspetto del batik senza tutto il lungo lavoro necessario per realizzare gli originali.
Il tentativo di Prévinaire, parte di un più ampio movimento di innovazione tessile industriale ad Haarlem, fu il più riuscito. Entro il 1854 aveva modificato una Perrotine, la macchina da stampa tessile a blocchi inventata nel 1834 da Louis-Jérôme Perrot, in modo da applicare invece una resina su entrambi i lati del tessuto. Questa resina applicata meccanicamente preso il posto della cera nel processo classico del batik. Un altro metodo, utilizzato da diverse fabbriche tra cui quelle di Prévinaire e di van Vlissingen, sfruttava invece la tecnologia di stampa a rulli inventata in Scozia negli anni ottanta del XIX secolo.
Sfortunatamente per gli olandesi, questi tessuti non penetrarono con successo nel mercato del batik. Tra gli altri ostacoli, le imitazioni mancavano del loro caratteristico odore di cera. A partire dal 1880, tuttavia, furono oggetto di una forte accoglienza nell'Africa occidentale quando le navi commerciali olandesi e scozzesi iniziarono a introdurre i tessuti in quei porti. La domanda iniziale potrebbe essere stata guidata dal gusto per il batik sviluppato dai Belanda Hitam, gli africani occidentali reclutati tra il 1831 e il 1872 dalla Costa d'Oro olandese per servire nell'esercito colonialista olandese in Indonesia. Molti membri della Belanda Hitam si ritirarono a Elmina, nel moderno Ghana, dove è possibile che abbiano creato un primo mercato per l'imitazione olandese del batik.
Il successo del commercio in Africa occidentale spinse altri produttori, tra cui scozzesi, inglesi e svizzeri, a entrare nel mercato.
Le stampe olandesi a cera si integrarono rapidamente nell'abbigliamento africano, a volte con nomi come "Veritable Dutch Hollandais" e "Wax Hollandais". Le donne usavano i tessuti come metodo di comunicazione ed espressione, con schemi usati come linguaggio condiviso e significati ampiamente compresi. Molti modelli iniziarono a ricevere nomi orecchiabili. Col passare del tempo, le stampe divennero maggiormente di ispirazione africana e, dalla metà del XX secolo anche di proprietà africana. Cominciarono infine a essere usati come abbigliamento formale da leader, diplomatici e dalla popolazione benestante.

## Tecnica di produzione

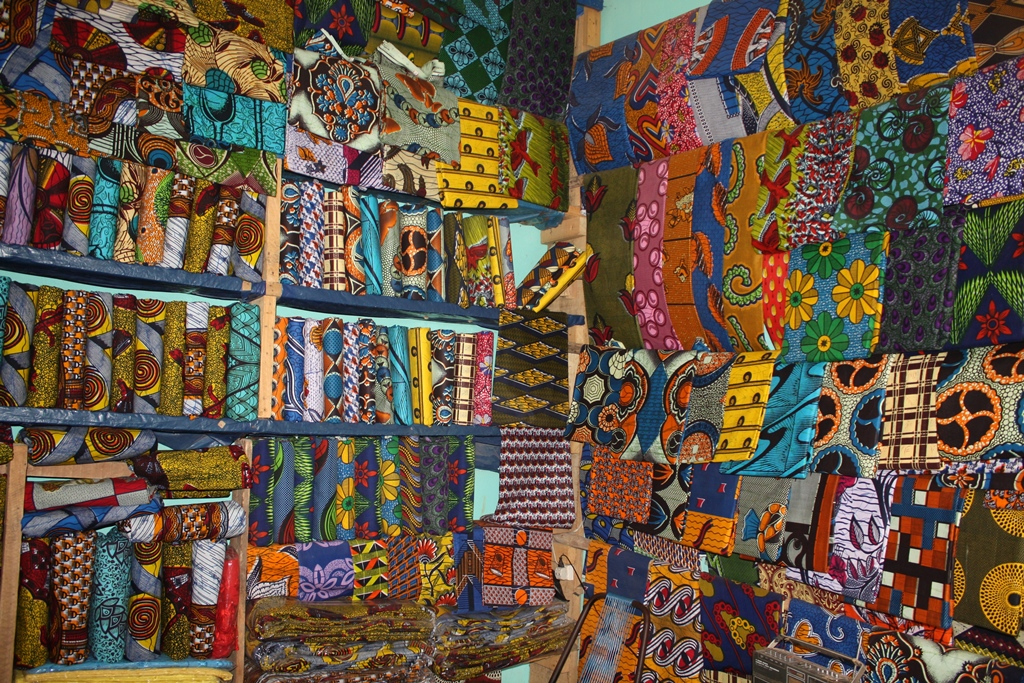
Tessuti wax venduti in un negozio, Africa occidentale

Il metodo di Prévinaire per la produzione di stoffa a imitazione del batik utilizza una stampante a blocchi che applica la resina su entrambi i lati del tessuto. Questo viene poi immerso nel colorante, al fine di consentire alla tintura di evitare le parti ricoperte di resina del tessuto. Il processo viene ripetuto fino a costruire il disegno colorato. Sono dunque necessari più blocchi di timbri in legno per ogni colore all'interno del progetto. Il panno viene quindi bollito per rimuovere la resina, che viene di solito riutilizzata.
A volte la resina sul tessuto può essere increspata al fine di formare fessure o linee note come "crackles" (crepitii). I tessuti prodotti in Inghilterra e in Olanda tendevano ad avere più incrinature nella resina rispetto a quelli prodotti in Svizzera.
A causa delle lunghe fasi della produzione, le stampe a cera sono più costose da realizzare rispetto ad altri tessuti stampati commerciali, ma i loro disegni finiti sono evidenti su entrambi i lati e hanno combinazioni di colori distinte.

## Produttori di stampe Wax

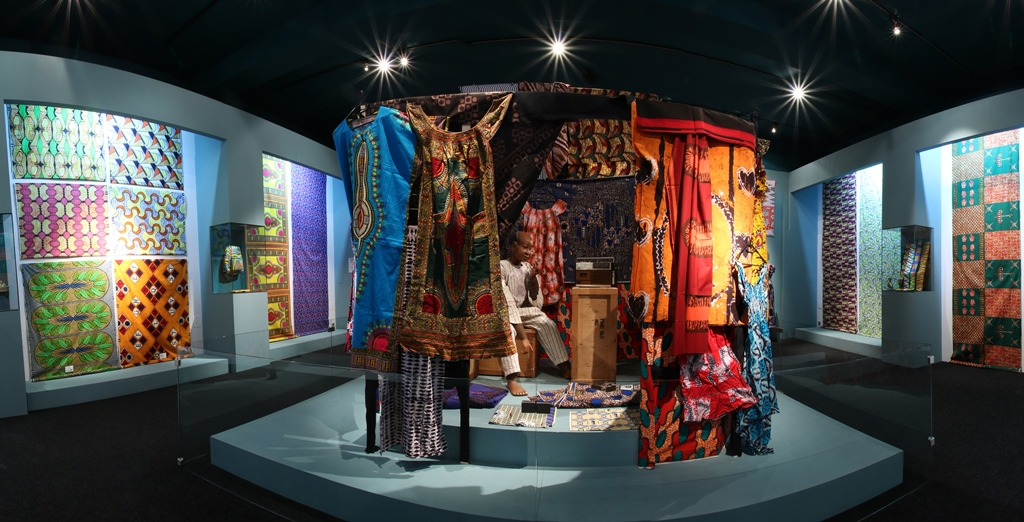
"Afrika im Gewand - Textile Kreationen in bunter Vielfalt", mostra di tessili africani presso il Museum der Völker, 2016

Dopo una fusione nel 1875, la società fondata da Prévinaire prese il nome di Haarlemsche Katoenmaatschappij (Società Cotone Haarlem). La Haarlemsche Katoenmaatschappij andò in bancarotta durante la prima guerra mondiale e i suoi cilindri di stampa a rulli di rame furono acquistati dalla compagnia di van Vlissingen.
Nel 1927, la società di van Vlissingen fu rinominata col marchio Vlisco. 
Prima degli anni sessanta la maggior parte del tessuto africano Wax venduto nell'Africa occidentale e centrale veniva fabbricato in Europa. Oggi è invece l'Africa a ospitare la produzione di stampe in cera di alta qualità. Produttori africani sono ad esempio ABC Wax, Woodin, Uniwax, Akosombo Textiles Limited (ATL), e GTP (Ghana Textiles Printing Company); gli ultimi tre fanno parte del gruppo Vlisco. Queste aziende hanno contribuito a ridurre i prezzi delle stampe africane rispetto alle importazioni europee.

## Stampe fantasia africane
I costosi tessuti Wax vengono sempre più imitati da metodi alternativi di produzione in cui si ottengono tessuti fantasia ("fancy") con procedure di stampa più economiche. I design costosi sono invece stampati digitalmente. 
I tessuti fantasia sono anche chiamati "Imiwax", "Java print", "Roller print", "Le fancy" o "Le légos", vengono prodotti per il consumo di massa, sono più intensi e ricchi di colori rispetto alle stampe a cera e sono stampati su un solo lato. I loro disegni spesso imitano o copiano i modelli delle stampe Wax ma, poiché sono più economici da realizzare, i produttori tendono a correre più rischi e a sperimentare nuovi design. Inizialmente le stampe fantasia venivano realizzate con rulli di metallo incisi, mentre recentemente sono state prodotte utilizzando il processo rotativo di serigrafia.